# Ilerdopteryx
Ilerdopteryx — це вимерлий рід птахів, можливо, енантіорнітин, з літографічного вапняку нижньої крейди формації La Pedrera de Rúbies в Іспанії. Типовий вид, I. viai відомий лише з колекції ізольованих контурних пір'їн